# Джеймс Толкан
Джеймс Толкан (англ. James Tolkan; 20 червня 1931) — американський актор. Найбільш відомий за ролями директора містера Стрікленда та його пращура — маршала Джеймса Стрікленда у трилогії «Назад у майбутнє».

## Біографія
Джеймс Толкан народився 20 червня 1931 в місті Калюмет, штат Мічиган. Батько Ральф, був скотопромисловцем, мати Марджорі.
Навчався в Університеті Айови, коледжі Коу та коледжі Східної Аризони. Близько року відслужив у ВМС США, проте був звільнений зі служби через проблеми з серцем, після чого закінчив Акторську студію в Нью-Йорку.

## Кар'єра
Уперше з'явився на екрані в 1960 році в епізоді телесеріалу «Оголене місто». Найбільш відома його роль — директор школи містер Стрікленд у фільмі Роберта Земекіса «Назад у майбутнє» (1985). Також знімався в таких фільмах, як «Любов і смерть» (1975), «Вовки» (1981), «Військові ігри» (1983), «Найкращий стрілець» (1986), «Володарі Всесвіту» (1987), «Дік Трейсі» (1990), «Проблемна дитина 2» (1991) і в епізодах телесеріалів «Поліція Маямі» (1987), «Принц із Беверлі-Гіллз» (1990) та «Байки зі склепу» (1991).
У серіалах «Кобра» (1993-94) та «Таємниці Ніро Вульфа» (2001-02) зіграв одну з основних ролей.

## Фільмографія
| Рік       |    | Українська назва                    | Оригінальна назва                | Роль                                                         |
| --------- | -- | ----------------------------------- | -------------------------------- | ------------------------------------------------------------ |
| 1960      | с  | Оголене місто                       | Naked City                       | Еван Гумбольдт (Епізод: "The Man Who Bit a Diamond in Half") |
| 1962      | с  | Театр Армстронг-Серкл               | Armstrong Circle Theatre         | Стефан Мальвіц (Епізод: "The Man Who Refused to Die")        |
| 1973      | ф  | Серпіко                             | Serpico                          | лейтенант Стайгер                                            |
| 1975      | ф  |                                     | Love and Death                   | Наполеон Бонапарт                                            |
| 1976      | ф  |                                     | Independence                     | Томас Пейн                                                   |
| 1979      | ф  | Жах Амітивіля                       | The Amityville Horror            | слідчий                                                      |
| 1981      | ф  | Вовки                               | Wolfen                           | "Лисий", судмедексперт                                       |
| 1981      | ф  | Принц міста                         | Prince of the City               | окружний прокурор поліції                                    |
| 1982      | ф  | Автора! Автора!                     | Author! Author!                  | лейтенант Гласс                                              |
| 1983      | ф  | Кошмари                             | Nightmares                       | єпископ (Сегмент: "The Bishop of Battle")                    |
| 1983      | ф  | Військові ігри                      | WarGames                         | Віган                                                        |
| 1984      | ф  | Крижана людина                      | Iceman                           | Мейнард                                                      |
| 1984      | ф  | Ріка                                | The River                        | Говард Сімпсон                                               |
| 1985      | ф  | Турок 182                           | Turk 182!                        | Генлі                                                        |
| 1985      | с  | Блюз Хілл-стріт                     | Hill Street Blues                | тренер Бізлі (Епізод: "Queen for a Day")                     |
| 1985      | ф  | Назад у майбутнє                    | Back to the Future               | містер Стрікленд                                             |
| 1986      | ф  |                                     | Off Beat                         | Гаррі                                                        |
| 1986      | ф  | Найкращий стрілець                  | Top Gun                          | командер Том Джордан «Стінгер»                               |
| 1986      | ф  | Озброєний і небезпечний             | Armed and Dangerous              | Лу Брекман                                                   |
| 1987      | ф  | Володарі Всесвіту                   | Masters of the Universe          | детектив Лубік                                               |
| 1987      | с  | Поліція Маямі                       | Miami Vice                       | Мейсон Мейзер (Епізод: "Amen ... Send Money")                |
| 1987      | ф  | Зроблено в раю                      | Made in Heaven                   | містер Бьорнстед                                             |
| 1988      | тф | Війна вихідного дня                 | Weekend War                      | доктор Алекс Томпсон                                         |
| 1988      | ф  | Двоїсті рішення                     | Split Decisions                  | Бенні Пістоне                                                |
| 1989      | ф  | Кровні узи                          | True Blood                       | детектив Джозеф Генлі                                        |
| 1989      | ф  | Назад у майбутнє 2                  | Back to the Future Part II       | містер Стрікленд                                             |
| 1989      | ф  | Сімейна справа                      | Family Business                  | суддя                                                        |
| 1990      | ф  | Назад у майбутнє 3                  | Back to the Future Part III      | маршал Джеймс Стрікленд                                      |
| 1990      | ф  | Дік Трейсі                          | Dick Tracy                       | Намберс                                                      |
| 1990      | с  | Принц із Беверлі-Гіллз              | The Fresh Prince of Bel-Air      | доктор Оутс / доктор Блат (епізод "Day Damn One")            |
| 1991      | ф  | Затяжний постріл                    | Hangfire                         | Патч                                                         |
| 1991      | с  | Байки зі склепу                     | Tales from the Crypt             | сержант МакКлейн (епізод "The Trap")                         |
| 1991      | ф  | Проблемна дитина 2                  | Problem Child 2                  | містер Торн                                                  |
| 1992      | тф | Малювальник                         | Sketch Artist                    | Тонеллі                                                      |
| 1992      | мс | Назад в майбутнє                    | Back to the Future               | начальник цивільної оборони (епізод "Marty McFly PFC")       |
| 1992      | в  | Кривавий кулак 4: Смертельна спроба | Bloodfist IV: Die Trying         | агент Стерлінг                                               |
| 1993      | ф  | Точка кипіння                       | Boiling Point                    | Левітт                                                       |
| 1993—1994 | с  |                                     | Cobra                            | Даллас Кассель (22 епізоди)                                  |
| 1995      | тф | Малювальник 2: Руки, які бачать     | Sketch Artist II: Hands That See | Тонеллі                                                      |
| 1996      | ф  | Робо-воїни                          | Robo Warriors                    | Кйуон                                                        |
| 1996      | с  | Ранковий випуск                     | Early Edition                    | тренер Філліпс (епізод "Hoops")                              |
| 1997      | с  |                                     | The Pretender                    | агент ФБР Коркос (епізод "Dragon House")                     |
| 2001—2002 | с  | Таємниці Ніро Вульфа                | A Nero Wolfe Mystery             | різні ролі (21 епізод)                                       |
| 2006      | ф  |                                     | Heavens Fall                     | Томас Найт старший                                           |
| 2011      | с  | Противага                           | Leverage                         | Дін (епізод "The Cross My Heart Job")                        |
| 2013      | тф |                                     | Phil Spector                     | Ларрі Фідлер                                                 |
| 2015      | ф  | Кістяний томагавк                   | Bone Tomahawk                    | піаніст                                                      |